# La Fortaleza (2020)
La Fortaleza (2020) es un largometraje de drama del director venezolano Jorge Thielen Armand, cuyo estreno tuvo lugar en la Competencia Tiger del 49.º Festival Internacional de Cine de Róterdam. Es una coproducción entre Venezuela, Colombia, Francia y Países Bajos. Se estrenó en cines venezolanos el 23 de diciembre de 2021.

## Sinopsis
La Fortaleza está inspirada en la historia real del padre del cineasta, Jorge Roque Thielen, quien a su vez protagoniza el filme, aunque se advierte que la narración transita entre la ficción y la realidad.
Roque, el personaje principal, se adentra en la selva con el objetivo de huir del alcoholismo, sus demonios y la crisis en Venezuela. Sin embargo, el encuentro con viejos amigos y las promesas de oro en el trabajo en una mina, desvían sus deseos de redención y entra a un círculo vicioso de violencia alrededor de la minería. Esto acabará por hundirlo en un ciclo que devora su interior. Es aquí, donde será necesaria una fortaleza que lo empuje a salir de la oscuridad y caminar hacia un nuevo comienzo.

## Elenco
- Jorge Roque Thielen H.
- Carlos "Fagua" Medina
- Yoni Naranjo
- Leudys Naranjo

## Recepción
Jordan Cronk de Film Comment expresó que La Fortaleza era “una historia solemne de exilio y redención”. Así mismo, Sergio Monsalve de El Nacional escribió que “en sus paradojas reside el mejor cine de Venezuela”. Adicionalmente, recibió la Mención Especial en el Rome Independent Film Festival 2020.

## Premios y nominaciones
| Premio                                            | Categoría                      | Nominado(s)          | Resultado | Referencias |
| ------------------------------------------------- | ------------------------------ | -------------------- | --------- | ----------- |
| Festival Biarritz Amérique-Latine                 | Premio del Jurado              | Jorge Thielen Armand | Ganador   | [ 7 ] [ 8 ] |
| Festival de la Crítica Cinematográfica de Caracas | Mejor Película                 | Jorge Thielen Armand | Ganador   | [ 9 ]       |
| Festival de la Crítica Cinematográfica de Caracas | Mejor Director                 | Jorge Thielen Armand | Ganador   | [ 9 ]       |
| Festival de la Crítica Cinematográfica de Caracas | Mejor Fotografía               | Rodrigo Michelangeli | Ganador   | [ 9 ]       |
| Festival del Cine Venezolano                      | Mejor Actor de Reparto         | Yoni Naranjo         | Ganador   | [ 10 ]      |
| Cinema Tropical Awards                            | Mejor Película Latinoamericana | Jorge Thielen Armand | Nominado  | [ 11 ]      |